# 분청사기 박지태극문 편병
분청사기 박지태극문 편병(粉靑沙器 剝地太極文 扁甁)은 서울특별시 관악구 호림박물관에 있는 조선시대의 분청사기이다. 2006년 1월 17일 대한민국의 보물 제1456호로 지정되었다. 2006년 1월 17일 대한민국의 보물 제1455호로 지정되었다.

## 개요
이 분청사기 박지태극문 편병은 둥근 몸통을 눌러 만든 편병으로 몸통의 무게중심이 아랫부분에 있어서 안정감을 주는 형태이다. 백토의 두께가 얇으며 농담의 차이가 뚜렷한 편이다. 유층은 얇고 부분적으로 가는 빙렬이 있으며 광택은 은은하다. 어깨에 국화문대(菊花文帶)를 두르고 몸통은 앞·뒷면과 양 옆면으로 사분한 후 박지(剝地), 조화(彫花)기법을 써서 중앙에 큰 태극문양을 그린 후 그 주변에 모란문을 새겼다. 비슷한 예로 분청사기박지연어문편병(국보 제179호)이 국보로 지정되어 있으며 서로 같은 가마의 작품으로 보인다.

## 같이 보기
- 분청사기 박지연화어문 편병 - 국보 제179호

## 참고 자료
- 분청사기 박지태극문 편병 - 국가유산청 국가유산포털